# Давид Бакрадзе (1975)
Давид Бакрадзе (груз. დავით ბაქრაძე); нар. 30 грудня 1975) — грузинський дипломат. Був державним міністром з питань євроатлантичної інтеграції Грузії з 2014 до 2016 року та послом Грузії в США з 5 грудня 2016 до 4 квітня 2022 року.

## Життєпис
Народився в Тбілісі і закінчив Тбіліський державний університет зі ступенем в галузі міжнародного права. Працював у пресслужбі Президента Грузії Едуарда Шеварднадзе у 1996 р. В Раді національної безпеки Грузії з 1997 до 2002 і вступив на дипломатичну службу 2002 року.
У 2002—2006 роках — працював у посольстві Грузії в Швейцарії.
У 2006—2008 роках — директор Першого європейського управління в МЗС Грузії;
У 2008—2012 роках — працював радником в посольстві Грузії в і Фінляндії.
З квітня 2012 до листопада 2014 — був Надзвичайним і Повноважним Послом Грузії в Греції і Сербії.
У листопаді 2014 року прем'єр-міністр Грузії Іраклі Гарібашвілі призначив Бакрадзе новим державним міністром з питань європейської та євроатлантичної інтеграції після відставки його попередника, Алексі Петріашвілі.
Із 5 грудня 2016 до квітня 2022 року — Надзвичайний і Повноважний Посол Грузії в США.
Говорить грузинською, англійською і російською мовами. Одружений з Ганною Мацукашвілі, вони мають трьох дітей.